# Liste der Ehrenbürger von Oranienburg
Die Stadt Oranienburg hat seit 1838 18 Personen das Ehrenbürgerrecht verliehen, hinzu kommen drei Verleihungen durch drei Gemeinden, die im Zuge der kommunalen Neuordnung 2003 in die Stadt Oranienburg eingegliedert wurden.
Hinweis: Die Auflistung erfolgt chronologisch nach dem Datum der Zuerkennung.

## Ehrenbürger der Stadt Oranienburg
1. Karl von Paschwitz (1793–1872)
königlich preußischer Major und Bataillons-Kommandeur
Verleihung 1838
2. Johann Carl Friedrich Wilhelm Ferdinand Gähde (1800–1855)
Prediger
Verleihung 1842
3. Gottfried Ernst Einbroot (1768–1848)
kgl.-preußischer Landjäger
Verleihung 1843
4. Friedrich Daniel Jacobi (1805–1884)
Prediger
Verleihung 1846
5. Ernst Eduard Cochius
kgl. Rechnungsrat und wirklicher Assessor bei der Königlich-Preußischen Hauptbank zu Berlin
Verleihung 1847
6. Ludwig Wilhelm Gottfried Bleehs
kgl. Land- und Stadtgerichtsdirektor und Kreisgerichtsrat
Verleihung 1850
7. Carl Friedrich Christian Ballhorn (1793–1871)
Prediger
Verleihung 1871
8. Nachmann Oppenheim (1807–1886)
Rentier
Verleihung 1880
9. Georg Scharnweber (1816–1894)
kgl. Landrat des Kreises Niederbarnim und Geheimer Regierungsrat
Verleihung 1883
10. Emil Krebst (1847–1935)
Beigeordneter und geschäftsführender Bürgermeister
Verleihung 1917
11. Edmund Kienast (1839–1933)
Stadtrat und Stadtverordnetenvorsteher
Verleihung 1919
12. Wilhelm Knipp (1893–1962)
Arbeiterveteran
Verleihung 1961
13. Wilhelm Schulz (1895–1984)
Arbeiterveteran
Verleihung 1982
14. Willi Ruf (1902–1998)
Arbeiterveteran
Verleihung 1984
15. Erich Schmidt (1907–1998)
Arbeiterveteran
Verleihung 1984
16. Kurt Hintze (1899–1991)
Arbeiterveteran
Verleihung 1985
17. W. Michael Blumenthal (* 1926)
Direktor des Jüdischen Museums Berlin, US-Finanzminister a. D.
Verleihung 2000
18. Horst Eichholz (1932–2017)
Direktor des Tier-, Freizeit- und Saurierparks Germendorf
Verleihung 2010

## Ehrenbürger der Ortsteile der Stadt
1. Else Wolf (1898–1973)
Ehefrau des Schriftstellers Friedrich Wolf, Ehrenbürgerin des heutigen Ortsteils Lehnitz
Verleihung 1968
2. Horst Eichholz (1932–2017)
Direktor des Tierparks Germendorf, Ehrenbürger des heutigen Ortsteils Germendorf
Verleihung 2000
3. Siegfried Mattner (* 1942)
Gründer des Oberhavel Bauernmarktes Schmachtenhagen, Ehrenbürger des heutigen Ortsteils Schmachtenhagen
Verleihung 2002